# Gambito
Un gambito es una apertura de ajedrez en la cual se sacrifica un peón o pieza para conseguir compensación con algún tipo de ventaja en el desarrollo. Un contragambito es cuando el oponente ofrece otro gambito como respuesta.
Hay tres métodos generales en que un gambito puede ayudar a una posición:
- Ganancia de tiempo: el jugador que acepta el gambito tiene que gastar tiempo para aceptar el material y posiblemente debe usar un tiempo más para reorganizar sus piezas después de que el material ha sido ganado.

- Generación de actividad diferencial: a menudo, un jugador que acepta un gambito descentralizará sus piezas o peones y el jugador que realiza el gambito colocará sus piezas en casillas que de otra manera serían inaccesibles. Además, los alfiles y las torres pueden llegar a ser más activos simplemente porque la pérdida de peones a menudo proporciona más columnas y diagonales abiertas. El campeón del mundo Mijaíl Tal, uno de los jugadores de ataque más extraordinarios de la historia, una vez dijo que él había sacrificado un peón sólo porque "estaba en su camino".

- Generación de debilidades posicionales: finalmente, al aceptar un gambito se puede llegar a una estructura de peones comprometida, agujeros u otras deficiencias posicionales.

En el ajedrez moderno, la respuesta típica a un gambito moderadamente conocido es aceptar el material y luego devolverlo en el momento apropiado. Para gambitos que son menos conocidos, el jugador que los acepta tiene más posibilidades de quedarse con el material extra. Por regla general a menudo encontrada en varios principios de ajedrez, se sugiere que un jugador debería ganar tres tiempos (movimientos) por un peón sacrificado, pero no está claro cuán útil es esta máxima ya que los "movimientos libres" son parte de la compensación, no son casi la totalidad de lo que se gana con un gambito. A menudo, un gambito se puede declinar sin desventaja.
Un buen ejemplo es el gambito danés: 1.e4 e5 2.d4 exd4 3.c3 dxc3 (3...d5 sería una forma de refutar el gambito) 4.Ac4 cxb2 5.Axb2. El blanco ha sacrificado dos peones, pero sus alfiles están muy bien desarrollados, mirando al flanco de rey del oponente. Un gambito muy dudoso es el llamado Gambito Halloween: 1.e4 e5 2.Cf3 Cc6 3.Cc3 Cf6 4.Cxe5?! Cxe5 5.d4. Aquí la inversión es muy grande para la ventaja moderada de tener un fuerte centro. 
La palabra "gambito" fue originalmente aplicada para aperturas de ajedrez en 1561 por el sacerdote español Ruy López de Segura, a partir de la expresión italiana dare il gambetto (poner una trampa), y esta a su vez de gamba (pierna), y del verbo gambettare (hacer zancadilla). López estudió esta maniobra, y así la palabra italiana se convirtió en la forma española gambito que condujo al francés gambit, la cual ha influido a la palabra inglesa.

## Algunos gambitos
- Gambito de rey: 1.e4 e5 2.f4
- Gambito de dama: 1.d4 d5 2.c4. Este es el "gambito" más jugado, pero técnicamente no es un gambito ya que el blanco puede garantizar la recuperación de su peón (simplemente mediante 2. ..dxc4 3. Da4+, pero normalmente mediante líneas más sutiles).
- Gambito Evans: 1.e4 e5 2.Cf3 Cc6 3.Ac4 Ac5 4.b4
- Gambito Rousseau: 1.e4 e5 2.Cf3 Cc6 3.Ac4 f5
- Gambito Morra: 1.e4 c5 2.d4 intentando 2. ..cxd4 3.c3 dxc3 4.Cxc3
- Defensa de los dos caballos Ataque Fegatello: 1.e4 e5 2.Cf3 Cc6 3.Ac4 Cf6 4.Cg5 d5 con 5.exd5 Ca5 6.Ab5+ c6 7.dxc6 bxc6 como continuación prometedora.
- Gambito Blackmark-Diemer: 1.d4 d5 2.e4 dxe4 3.Cc3 seguido por 4.f3
- Gambito From: 1.f4 e5
- Gambito Staunton: 1.d4 f5 2.e4
- Gambito Budapest: 1.d4 Cf6 2.c4 e5
- Gambito escocés: 1.e4 e5 2.Cf3 Cc6 3.d4 exd4 4.Ac4
- Gambito letón: 1.e4 e5 2.Cf3 f5
- Gambito elefante: 1.e4 e5 2.Cf3 d5!?
- Gambito Englund: 1.d4 e5?!
- Gambito italiano: 1. e4 e5 2. Cf3 Cc6 3. Ac4 Ac5 4. d4
- Contragambito Albin 1. d4 d5 2. c4 e5
- Gambito danés: 1.e4 e5 2.d4 exd4 3.c3
- Contragambito Volga: 1.d4 Cf6 2.c4 c5 3.d5 b5
- Gambito Halloween: 1.e4 e5 2.Cf3 Cc6 3.Cc3 Cf6 4.Cxe5